# Camogli (traghetto)
Il Camogli è stato un traghetto, appartenuto alla EneRmaR dal 2003 al 2014.

## Servizio
Varato nel 1965 nel cantiere navale Ulstein Verft di Ulsteinvik con il nome di Sandøy e consegnato nel giugno dello stesso anno alla Fylkesbaatane i Sogn og Fjordane, prende servizio nello stesso mese nei collegamenti tra Dragsvik e Vangsnes, aggiungendosi ai già presenti gemelli Kvamsøy e Dalsfjord.
Nel 1970 viene rimotorizzato.
Nell'aprile del 1991 viene venduto insieme al Kvamsøy e al Dalsfjord all'italiana TR.I.S. e, ribattezzato Camogli, prende servizio nei collegamenti tra Calasetta e Portovesme.
Successivamente viene trasferito nei collegamenti tra Palau e La Maddalena.
Nel 2002, in seguito al fallimento della TR.I.S., viene disarmato a Genova e messo in vendita.
Nel 2003 viene venduto insieme ai traghetti Capri, Commodore, Erik P, Kronborg e Skipper alla genovese EneRmaR, tornando in servizio nei collegamenti tra Palau e La Maddalena.
Da agosto a settembre 2004 viene noleggiato alla Delcomar ed impiegato nei collegamenti tra Calasetta e Carloforte.
Dal 2007 al 2010 viene noleggiato di nuovo alla Delcomar ed impiegato nei collegamenti tra Porto Torres e l'Asinara.
Terminato il noleggio, torna brevemente in servizio nei collegamenti tra Palau e La Maddalena. Nello stesso anno viene disarmato a La Maddalena insieme al Teseo.
Il 9 gennaio 2013 viene venduto per la demolizione e, issata bandiera del Belize, salpa il 30 marzo 2014 al traino del rimorchiatore Hypsas con il nome troncato in Camo per Aliağa, dove giunge l'11 aprile successivo.

## Navi gemelle
- Capri
- Teseo